# Cataratas de Juanacatlán

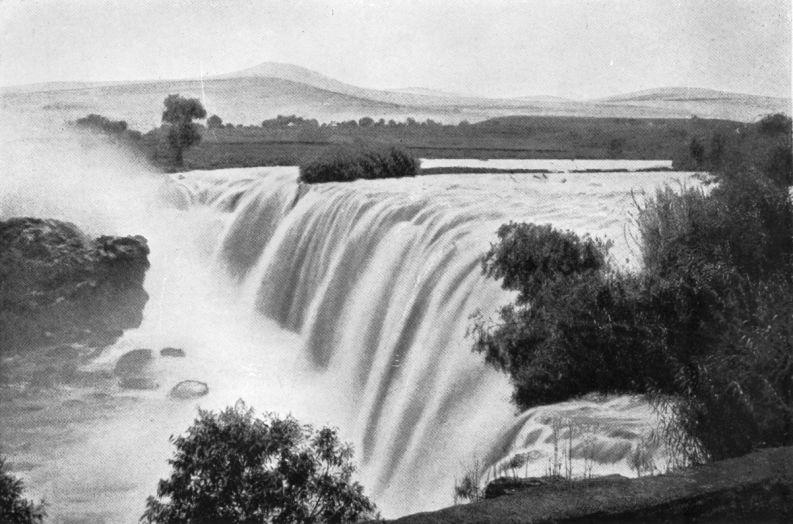
Cataratas de Juanacatlán, México.

Las cataratas de Juanacatlán son unas cataratas sobre el río Grande de Santiago en el estado de Jalisco, México. Se encuentran en cercanías de la ciudad de Guadalajara y a unos 15 km aguas abajo del importante lago de Chapala. Se ubican entre los municipios metropolitanos de Juanacatlán y El Salto.
El salto de agua posee un desnivel de 20 m y abarca unos 160 m en forma de herradura. Su caudal es muy variable de acuerdo a la época del año y los regímenes de precipitación. Su caudal máximo lo alcanza entre junio y septiembre que coincide con la estación de lluvias, mientras que su caudal es mucho menor entre octubre a mayo.
Históricamente denominadas el "Niágara de México", desde comienzos de la década de 1980 la zona ha sufrido una severa degradación producto del vertido de residuos industriales y cloacales en el río Grande de Santiago.

## Toponimia
Juanacatlán es una palabra en idioma náhuatl que significa ‘cascada entre los campos de caña’.